# 国道139号

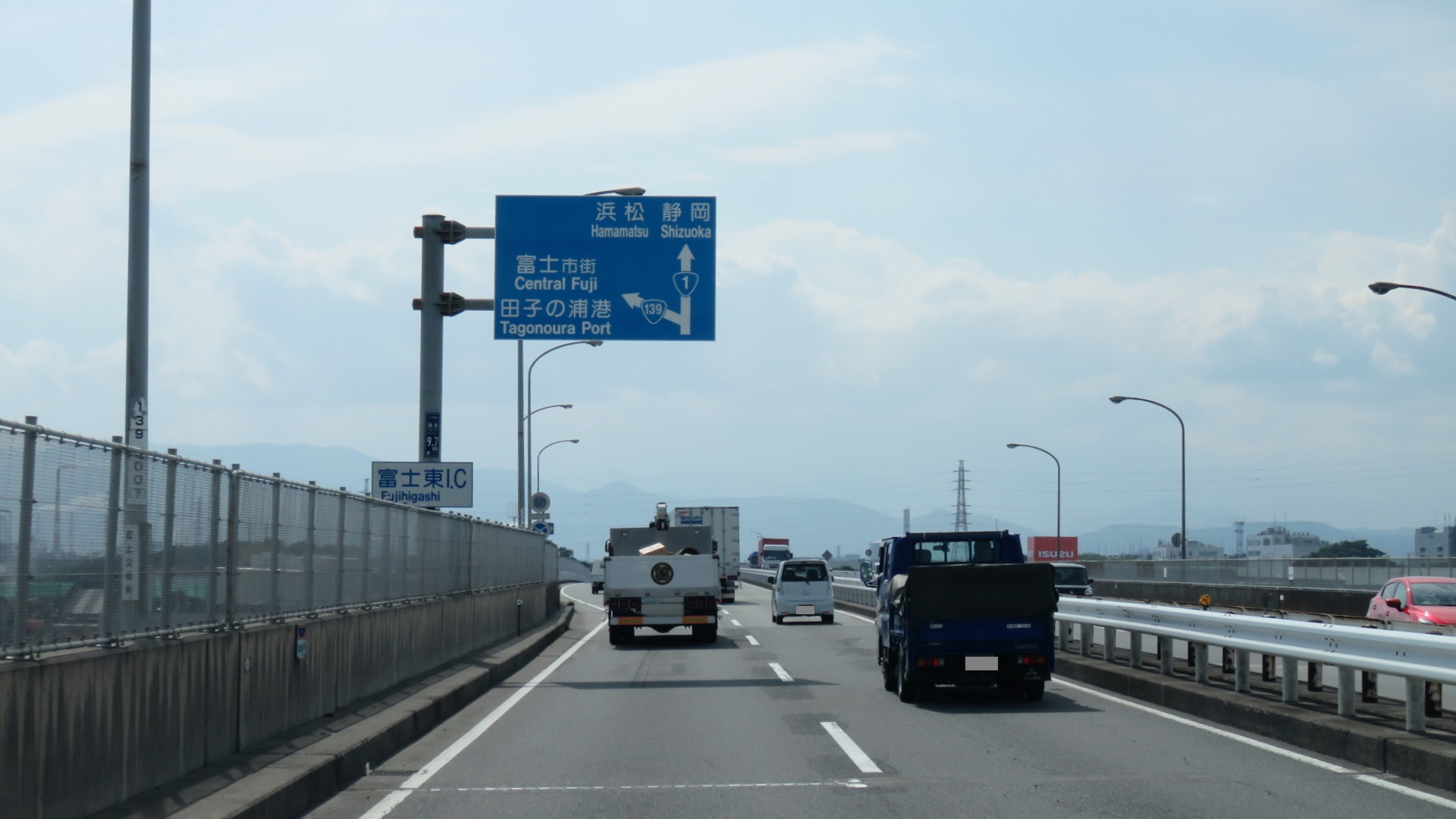
国道139号 起点
静岡県富士市
富士東I.C交差点付近

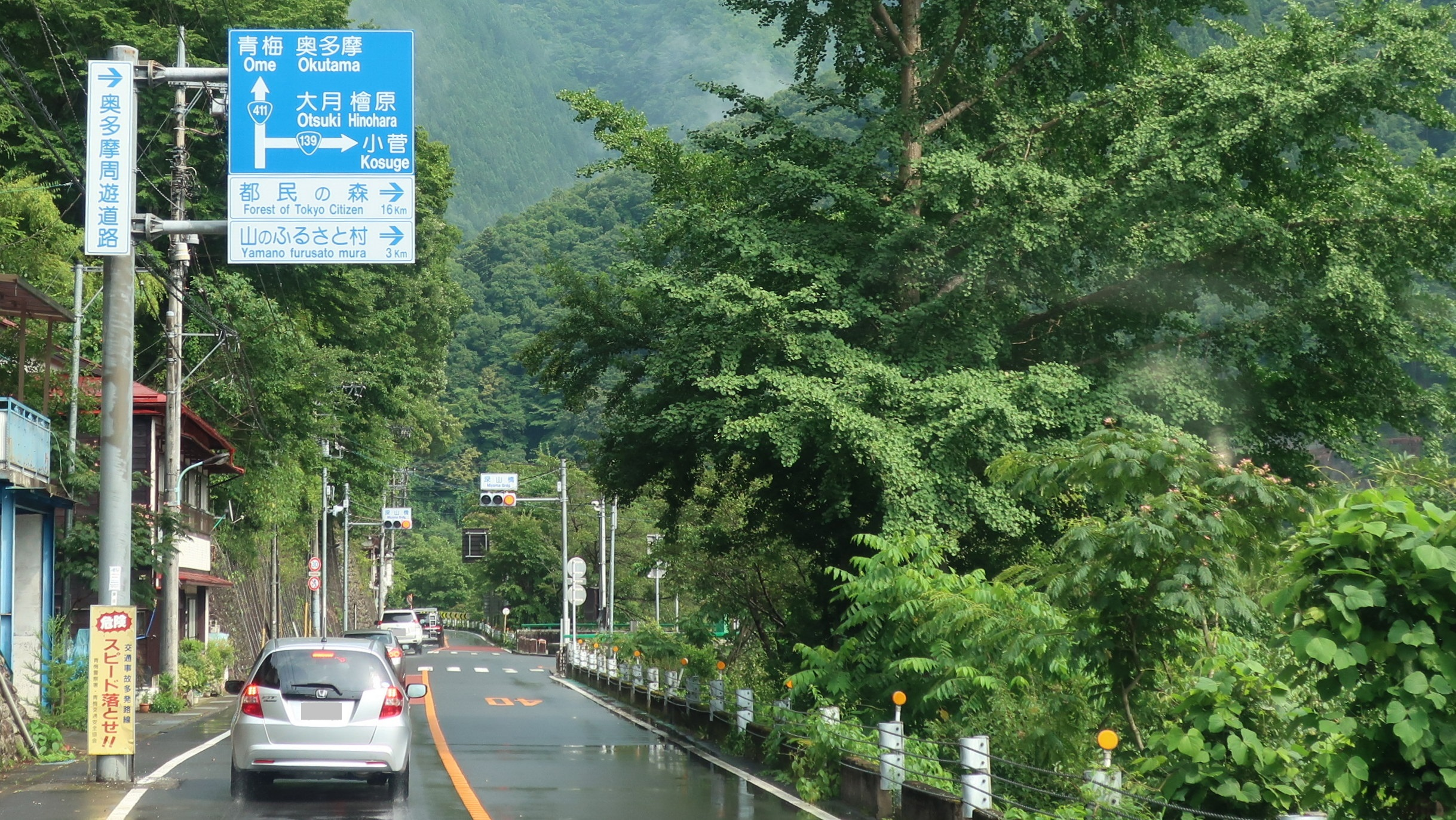
国道139号 終点
東京都西多摩郡奥多摩町
深山橋交差点付近

国道139号（こくどう139ごう）は、静岡県富士市から山梨県郡内地方を経由して、東京都西多摩郡奥多摩町に至る一般国道である。

## 概要
静岡県側では富士市と富士宮市を結ぶ幹線道路として交通量が多く、同区間にはかつて有料道路として供用されていた区間があり、現在も自動車専用道路に指定されている。また、富士市では国道指定当初の終点である大月市にちなんで「大月線」とも呼称されている。

### 路線データ
一般国道の路線を指定する政令に基づく起終点および重要な経過地は次のとおり。
- 起点：富士市（富士東I.C交差点 = 国道1号交点）
- 終点：東京都西多摩郡奥多摩町（深山橋交差点 = 国道411号交点）
- 重要な経過地：富士宮市、山梨県西八代郡上九一色村[注釈 2]、同県南都留郡河口湖町[注釈 3]、富士吉田市、都留市、大月市
- 総延長 : 133.2 km（東京都 2.4 km、山梨県 90.0 km、静岡県 40.8 km）重用延長を含む。[3][注釈 4]
- 重用延長 : 2.2 km（東京都 - km、山梨県 2.2 km、静岡県 - km）[3][注釈 4]
- 未供用延長 : なし[3][注釈 4]
- 実延長 : 131.0 km（東京都 2.4 km、山梨県 87.8 km、静岡県 40.8 km）[3][注釈 4]
  - 現道 : 119.0 km（東京都 2.4 km、山梨県 76.6 km、静岡県 40.0 km）[3][注釈 4]
  - 旧道 : なし[3][注釈 4]
  - 新道 : 12.0 km（東京都 - km、山梨県 11.2 km、静岡県 0.9 km）[3][注釈 4]
- 指定区間：富士市青島町37番 - 大月市駒橋一丁目字大原911番1（青島交差点 - 高月橋入口交差点）[4]

富士吉田市上吉田六丁目73番1 - 同市下吉田字新田5543番の3を除く（上宿交差点 - 富士見二丁目交差点）

## 歴史
- 1953年（昭和28年）5月18日 - 二級国道139号吉原大月線（吉原市[注釈 5] - 山梨県北都留郡大月町[注釈 6]）として指定施行[5]。
- 1965年（昭和40年）4月1日 - 道路法改正により一級・二級区分が廃止されて一般国道139号（吉原市[注釈 5] - 大月市）として指定施行[2]。
- 1993年（平成5年）4月1日 - 都県道大月奥多摩線（大月市 - 東京都西多摩郡奥多摩町）を編入し、一般国道139号（富士市 - 東京都西多摩郡奥多摩町）として指定施行[6][7]。

## 路線状況

### 静岡県内

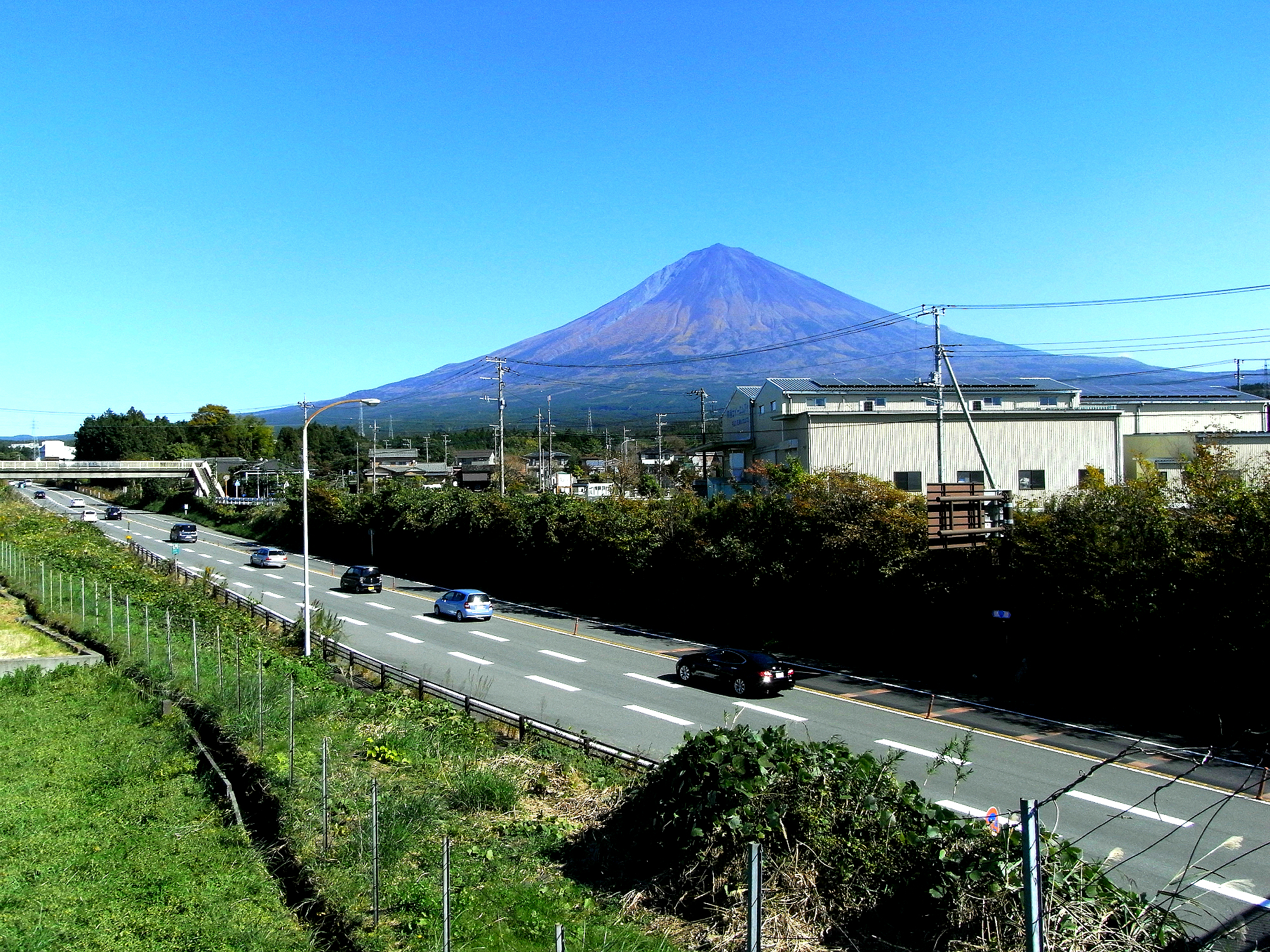
富士宮市内（2015年10月）

静岡県の富士市から富士宮市にかけての区間は非常に複雑になっているが、これは国道1号や国道139号自体の一般有料道路償還満期による無料開放によって経路が変更・追加されていたり、区間の一部について静岡県に移管したためである。
富士市今井の富士東ICで国道1号から分かれ、いったん南進した後、今井交差点を右折し西進する。しばらく進むと先ほど分かれた国道1号が東海道新幹線とともに高架で立体交差する。富士警察署を右に見た後しばらく進み青島交差点を右折。ここまでの区間は旧国道1号であったが経路変更の際に国道139号に組み入れられた。したがって、当路線の0キロポストは現在も青島交差点に設置されている。
青島交差点から北進する形になるが、宮川交差点あたりから徐々に左カーブを描き曲がりきった先で東名高速道路・西富士道路の富士ICに接続する。現道はここから右折して西富士道路をたどり、東名高速道路と交差、新東名高速道路の新富士インターチェンジと接続する。その先で、静岡県富士宮市に入る。小泉若宮交差点から先は富士宮道路として開通したバイパス区間となり、進路は徐々に北向きへと変わる。
富士宮市の外神ICから先は富士宮道路の一般有料道路として供用していた区間で、償還満期となり無料開放された現在もなお自動車専用道路となっている。しばらく北進すると旧料金所の北山ICで国道469号と接続（同ICから国道469号で西に向かうと大石寺方面に至る）、白糸の滝の最寄ICである上井出ICを通過し富士宮市内野で県道（静岡県道414号富士富士宮線）と合流する区間まで自動車専用道路区間が続く。外神IC - 上井出IC間は登坂車線が存在し、3車線（上り1車線、下り2車線）となっている。また所々に4車線化の用地が確保されていたり跨道橋が4車線分で作られている。そのまま北上すると朝霧高原に至り、山梨県との県境が近づく。
なお、富士インターチェンジからの旧道は2015年4月1日、静岡県に移管され静岡県道414号富士富士宮線となっており、しばらく西北西に進み富士市伝法付近で東名高速道路と交差、天間付近で新東名高速道路と交差し、富士宮市に入るとすぐ小泉権現交差点を右折し北上、ここからは静岡県道397号富士根停車場線、静岡県道76号富士富士宮由比線が続く。西富士道路と合流する小泉若宮交差点から再び国道139号現道に合流する。富士宮道路が無料開放される以前は、国道139号は小泉権現交差点で右折せずに引き続き現在の静岡県道414号富士富士宮線の経路をたどっていた。

### 山梨県内

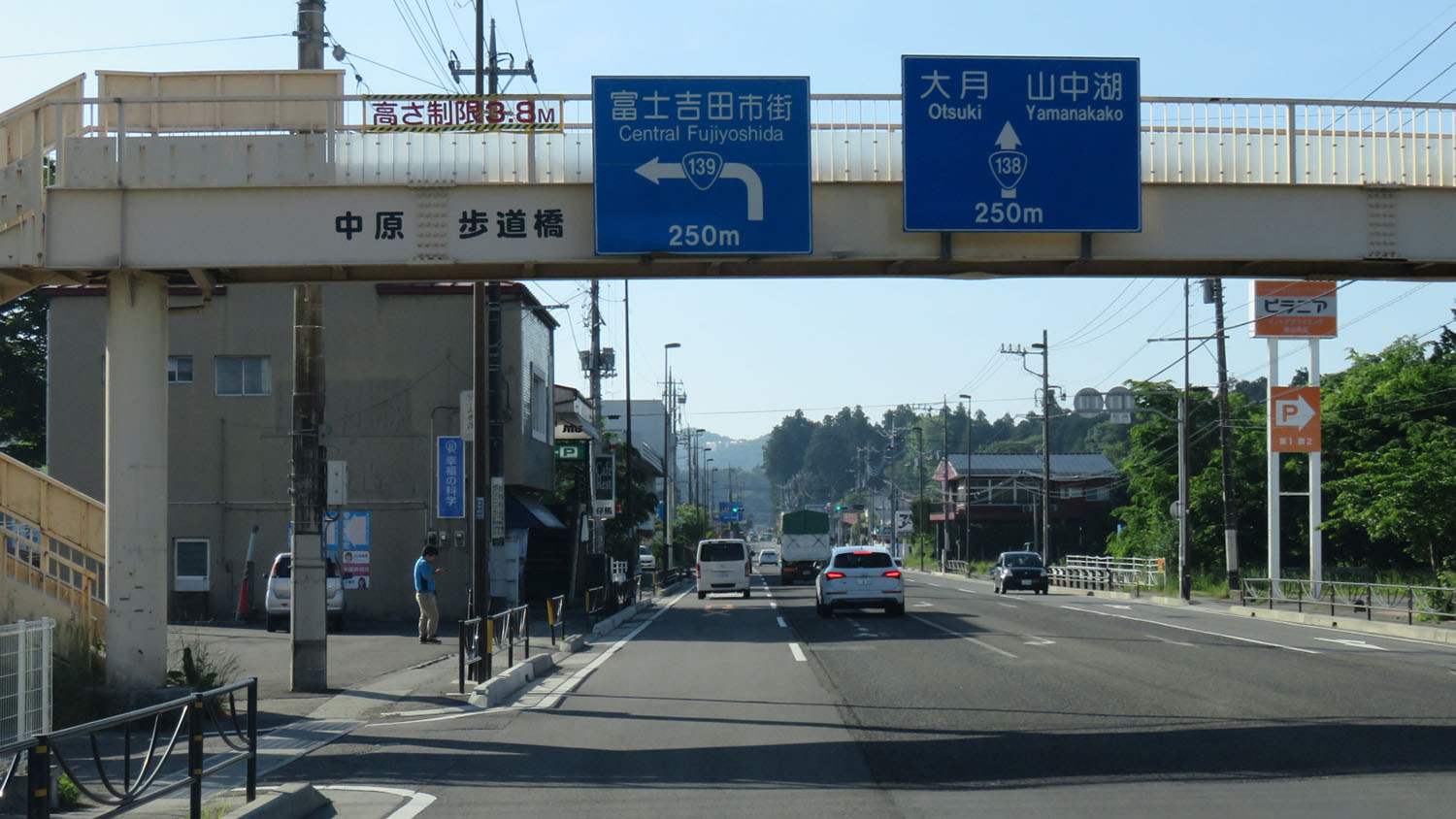
国道138号との分岐
山梨県富士吉田市新西原

朝霧高原から富士山を西回りに回り込み山梨県に入るといくつものカーブが連続しながら東に進路を向ける。その途中、富士河口湖町・鳴沢村にかけての区間で富士五湖の内の山中湖を除く本栖湖、精進湖、西湖、河口湖と青木ヶ原樹海を通過するが、湖畔へはアプローチとなる道路に進入しなければならない。鳴沢村の大田和交差点で山梨県道714号鳴沢富士河口湖線と分岐した後は、富士吉田市の上宿交差点まで4車線のバイパスが続く（バイパス開通前は大田和交差点から金鳥居交差点まで、現在の山梨県道714号鳴沢富士河口湖線の経路が旧国道139号であった。）。富士スバルラインへの入口である「スバル立体」を過ぎると、富士河口湖町と富士吉田市の境界付近で中央自動車道河口湖IC・東富士五湖道路富士吉田ICと接続。富士急ハイランドを横目に横町バイパスから上宿交差点に至ると、進路を直角に変えて再び北進する（直進方向は国道138号となる。なお富士パノラマラインの愛称はそのまま国道138号へと続く）。富士吉田市から大月市までは狭隘な谷間の中に市街地が続き、中央自動車道富士吉田線、鉄道の富士山麓電気鉄道富士急行線、桂川と並行する。富士吉田中心部を避ける形で国道139号の富士見バイパスがすでに開通しているが、上宿交差点から金鳥居交差点を通る現道も国道139号の指定を受けている。都留市の中心部では連続して直角に曲がる区間があり、渋滞が慢性化している。大月橋東詰で国道20号に接続。
この大月橋東詰交差点から北側が1993年に当路線に組み入れられた区間となる。大月市街地は国道20号と重複。この区間も慢性的に渋滞が発生していたが、山梨県立都留高等学校から大月駅前にかけての山側に国道20号大月バイパスが区間開通したのに伴い、この付近の渋滞はある程度緩和されている。市街地の商店街を過ぎると国道20号と分かれて北進、単独区間に入る。その先の奥多摩町までの区間は急峻な山中を抜けるルートとなる。付近のダム建設に伴い大規模改修を受けた部分もあるものの、松姫峠を挟む区間では高度を稼ぐためにつづら折れになっている上に幅員も非常に狭く、また峠の前後で冬季通行止となるなど幹線道路としての機能に支障をきたしていたが、松姫峠を貫く総延長3,066 mの松姫トンネルが2014年11月に供用開始され、峠の区間は旧道となった。

### 東京都内

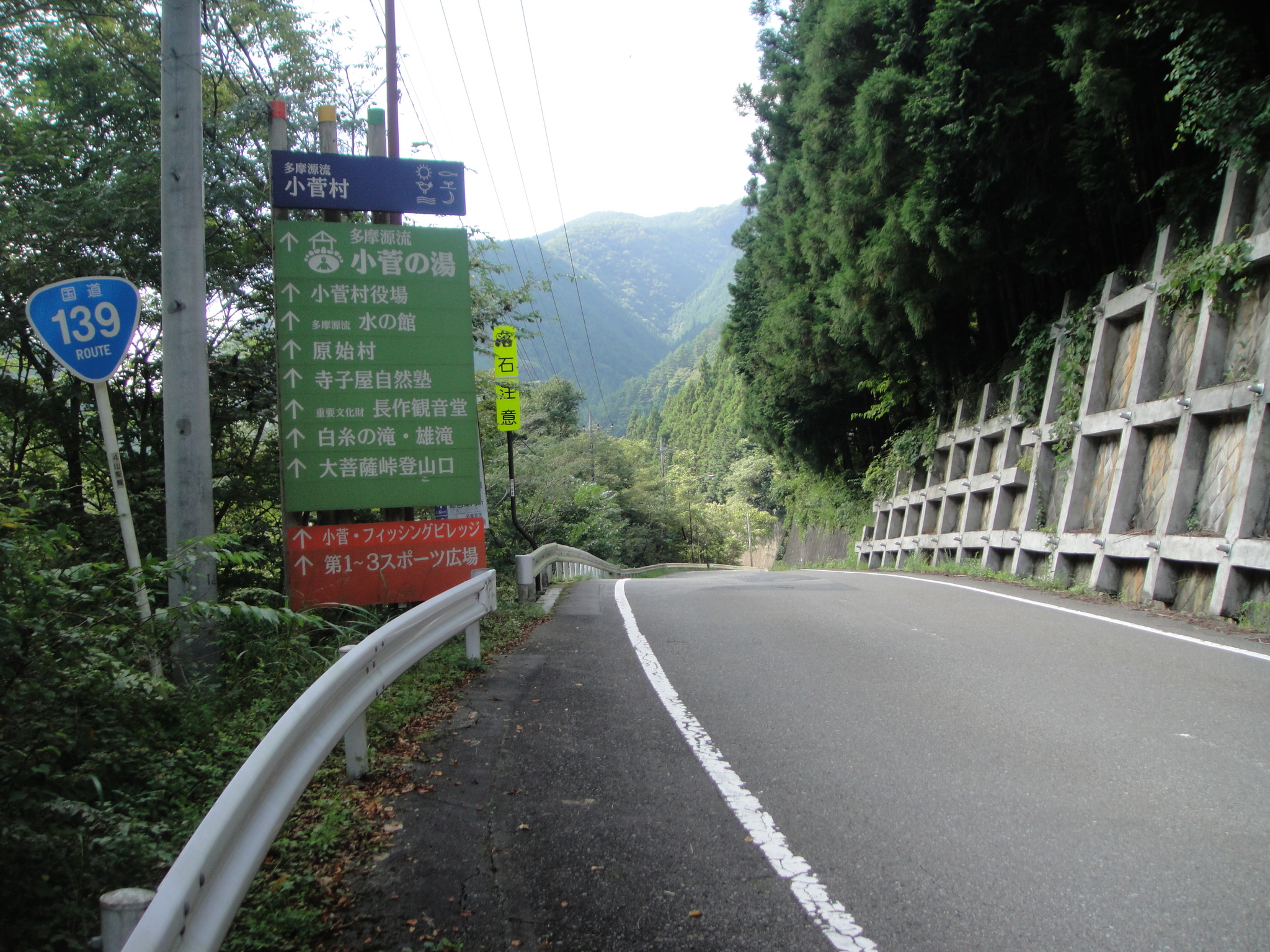
小菅村と奥多摩町の境界付近（2011年9月）

東京都区間はわずかな区間であるが、全線で道路照明灯がある、センターライン付きの片側1車線である。しかし1車線幅が静岡県や山梨県と比べて狭く、路肩は無いに等しい。深山橋で奥多摩湖を渡ると国道411号と合流し、終点となる。

### 通称
富士パノラマライン
山梨県内の愛称。富士河口湖町の静岡県境から富士吉田市上宿交差点までは国道139号、同交差点から山中湖村籠坂峠付近の静岡県境までは国道138号にそれぞれ付与。
富士みち
山梨県内の愛称。富士吉田市上宿交差点の国道138号交点から大月市大月橋東詰交差点の国道20号交点まで。
甲州街道
現代の国道20号に相当する江戸時代に整備された街道を山梨県が公式に“甲州街道”として山梨県内の国道20号に付与している。国道139号は大月市内の重複区間が該当する。
旧青梅街道
小菅村から奥多摩町にかけては、かつて青梅街道の一部を成していた区間を踏襲しており、地図上にも旧青梅街道の表記が見られる。

### バイパス・改良事業など

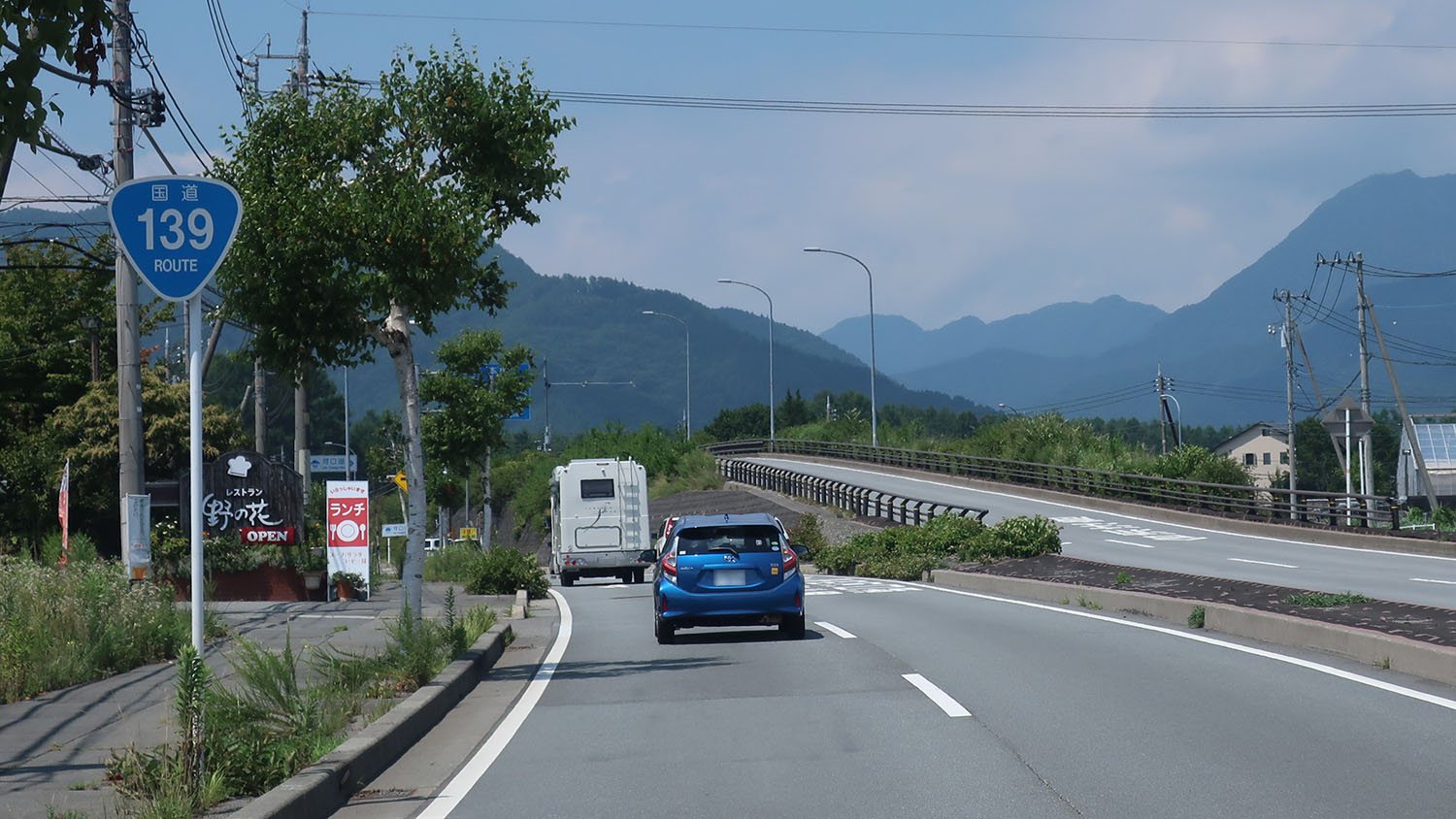
横町バイパス
山梨県南都留郡富士河口湖町船津

富士改良

富士改良（ふじかいりょう）は、富士市鮫島の江川交差点から同市青島の青島交差点に至る延長1.6 kmの道路である。国道139号は、国道1号富士由比バイパスとの交点である起点を発つと、国道1号の旧道（東海道）を西進して富士市街地へ至る経路をとり、青島交差点で屈折する経路をとっているが、この計画道路は青島交差点より国道1号富士由比バイパスまでを直結させるもので、市街地の混雑緩和を目的として建設を進め、2008年（平成20年）12月に起点側の0.1 kmを供用開始し、2016年（平成27年）2月には終点側の0.7 kmが4車線で供用された。一方、東海道本線や東海道新幹線と交差する中間部分の0.8 kmは、2016年現在用地買収を実施している。
西富士道路

富士宮道路

横町バイパス
横町バイパス（よこまちバイパス）は、南都留郡鳴沢村の大田和交差点から富士吉田市の上宿交差点に至るバイパス道路である。1973年（昭和48年）に全線で供用を開始し、河口湖町（当時）の東恋路交差点から上宿交差点では、当時の富士五湖地区としては異例の4車線道路であった。残りの大田和交差点から東恋路交差点までは長らく暫定2車線であったが、現在は全線が4車線道路として供用されている。
旧道は1974年（昭和49年）に新設された山梨県道172号鳴沢河口湖線（現在の山梨県道714号鳴沢富士河口湖線）および、船津三差路交差点から金鳥居交差点までは国道137号で、このバイパス道路によって通過する勝山村や河口湖町（いずれも当時）、富士吉田市街地の交通量減少に貢献したが、上宿交差点から直進方向にあたる国道138号山中湖村方面へは2車線道路になるため、同交差点を中心に著しい渋滞が発生するようになった。（詳しくは「#富士見バイパス」も参照。）
過去には暴走族による初日の出暴走の目的地にもなっていたことから、対策の一環として大晦日から正月にかけては中央分離帯を仮設して道路を狭め、駐停車禁止とするなどの大掛かりな対策はマスコミにも取り上げられ、2008年（平成20年）までは他県警からも応援を要請していたが、山梨県警察単独の実施となった2009年（平成21年）には摘発が初めて0になった。
富士見バイパス
富士見バイパス（ふじみバイパス）は、富士吉田市新屋から同市富士見に至る延長4,767 mのバイパス道路である。富士吉田市都市計画道路富士見通り線に該当し、暫定2車線供用を経て2005年（平成17年）3月3日に全線が4車線道路として完成供用されている。富士吉田市街地の東縁を南北に縦走し、国道138号山中湖村方面から都留市方面への短絡が可能になっており、横町バイパスと接続する上宿交差点を中心とした富士吉田市街地の渋滞解消が期待されたが、開通後も渋滞の解消には至らず、国道138号忍野入口交差点附近までが著しい渋滞区間として山梨県議会で指摘されており、結果として国道138号の上宿交差点から富士見バイパス南交差点を経由して富士見公園前交差点までを4車線化する国道138号新屋拡幅事業が2012年（平成24年）から着手されることとなった。
なお、バイパスの終点から起点に向かって南下すると、正面に富士山の眺望がきく道路である。
- 暫定供用 : 富士見バイパス南 -（1983年）- 桂橋 -（1986年）- お茶屋町東 -（1991年）- 市役所東 -（1995年）- しんや道線交点 -（2000年）- 東町東 -（1998年）- 愛染通り -（暫定なし）- 富士見バイパス北
- 完成供用 : 富士見バイパス南 -（1999年）- しんや道線交点 -（2005年）- 富士バイパス北
- 距離(m) : 富士見バイパス南 -（1,600）- 桂橋 -（430）- お茶屋町東 -（500）- 市役所東 -（337）- しんや道線交点 -（367）- 東町東 -（513）- 愛染通り -（1,020）- 富士見バイパス北

都留バイパス
都留バイパス（つるバイパス）は、都留市十日市場から同市田野倉で事業中の計画延長9.6 kmのバイパス道路である。完成2車線で全幅は16.0 m（車線幅員各3.5 m）、道路規格は第3種第2級、設計速度は60 km/h。2011年（平成23年）3月27日に都留市法能から同市井倉まで延長3.2 kmの供用を開始し、同日現在では5.6 kmが開通している。
都留市街地における国道139号現道は、歩道未整備区間やクランクを抱えており、富士吉田方面から右折を要する中央1丁目交差点を中心に渋滞をひき起していたためバイパス道路の計画が立案され、1977年（昭和52年）12月に都市計画決定して全計画のうち8.0 kmが事業化されている。
なお、バイパスの起点側では、都留文大入口交差点で国道139号現道とを連絡する道路として都留市道天神通り線が供用されており、バイパス機能を補完している。
- 開通状況 : 起点 -（未供用）- 現道交点 -（一部は市道で供用）- 西願寺前交差点 -（1988年2.0 km）- 法能 -（1993年0.4 km）- 玉川橋西詰交差点 -（2011年3.2 km）- 井倉 -（未供用）- 終点

深城バイパス
深城バイパス（ふかしろバイパス）は、大月市七保町深城に建設された延長2,732.5 mの深城ダムの付替道路である。2004年（平成16年）12月7日に全線が完成供用した。
松姫バイパス
松姫バイパス（まつひめバイパス）は、大月市七保町深城から北都留郡小菅村小永田を結ぶ延長3.8 kmのバイパス道路である。延長3,066 mの松姫トンネルが標高1,250 mの松姫峠の直下を貫き、つづら折りの続く急勾配の峠道を解消する事業である。2014年（平成26年）11月17日に開通した。
旧道にあたる14.6 kmのうち、峠から大月市側の7.8 kmは通年通行止めの措置がとられているが、小菅村側の6.8 kmについては、2015年（平成27年）4月1日に国道の区域を解除し、小菅村へ移管されて村道松姫峠線として通行可能となっている。

### 道路施設

#### 道の駅
- 静岡県
  - 朝霧高原（富士宮市）
- 山梨県
  - なるさわ（南都留郡鳴沢村）

## 地理

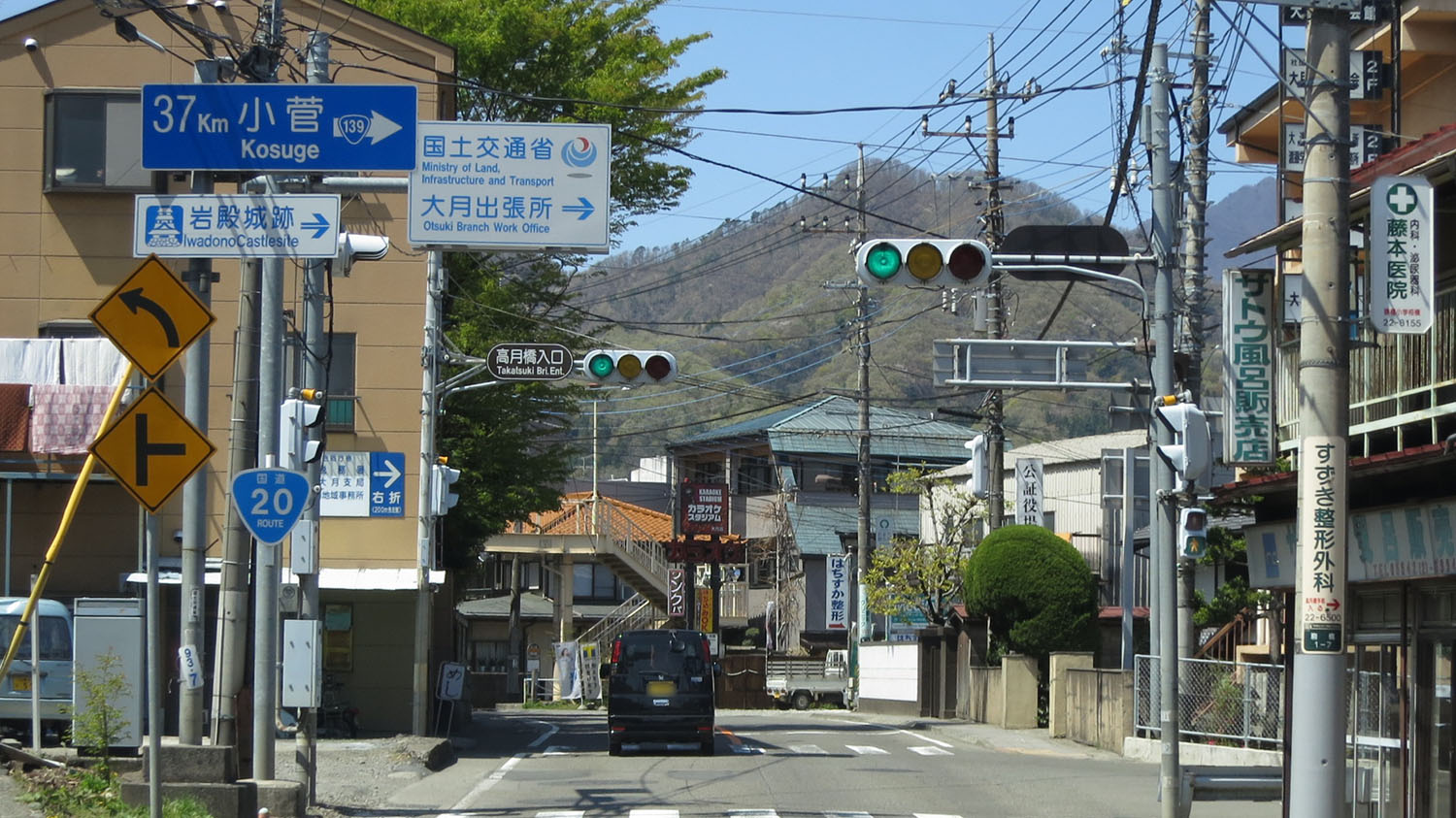
国道20号との分岐
山梨県大月市　高月橋入口交差点

### 通過する自治体
- 静岡県
  - 富士市 - 富士宮市
- 山梨県
  - 南都留郡富士河口湖町 - 南都留郡鳴沢村 - 南都留郡富士河口湖町 - 富士吉田市 - 南都留郡西桂町 - 都留市 - 大月市 - 北都留郡小菅村
- 東京都
  - 西多摩郡奥多摩町

### 交差する道路
静岡県
- 富士市
  - 国道1号（沼津バイパス/富士由比バイパス）：富士東IC
  - E1東名高速道路：富士IC
  - E1A新東名高速道路：新富士IC
- 富士宮市
  - 国道469号：本門寺東交差点（北山IC）

山梨県
- 富士河口湖町
  - 国道300号：本栖交差点
  - 国道358号：赤池交差点
  - E20中央自動車道：河口湖IC
- 富士吉田市
  - 国道137号・国道138号・国道300号・国道413号：上宿交差点
  - 国道137号：金鳥居交差点
- 大月市
  - 国道20号（大月バイパス）：都留高校南側交差点
  - 国道20号：大月橋東詰交差点、高月橋入口交差点

東京都
- 奥多摩町
  - 国道411号：深山橋交差点

### 沿線
自然要衝

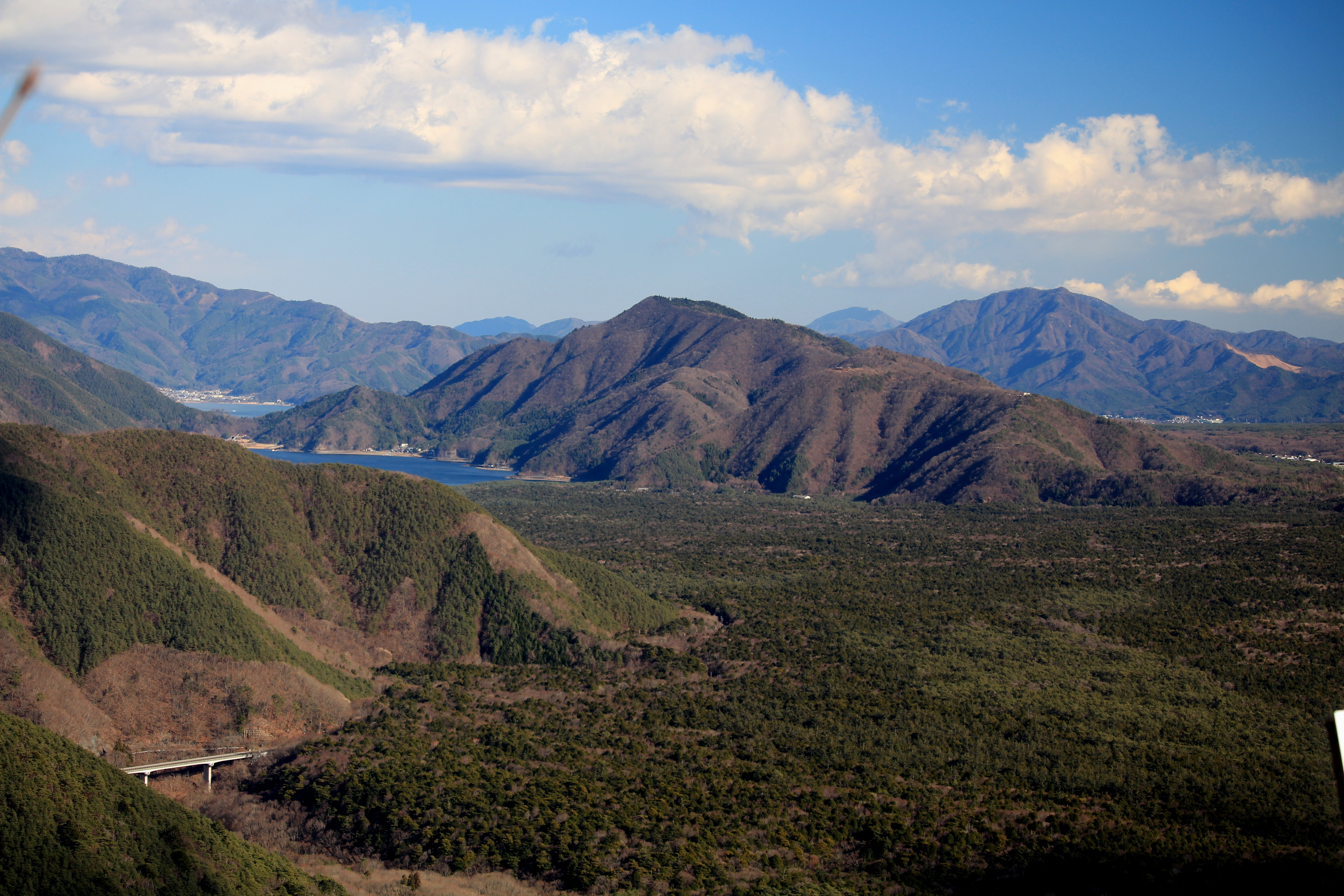
青木ヶ原を横断する国道139号と沿線に広がる御坂山地（2014年12月）

起点の富士市から経過地の富士吉田市にかけては富士山と接する自治体が連続する。
- 富士市
  - 田子の浦
- 富士宮市
  - 白糸の滝
  - 田貫湖
  - 朝霧高原
  - 天子山地
- 富士河口湖町
  - 本栖湖
  - 青木ヶ原
  - 精進湖
  - 西湖
  - 河口湖
- 鳴沢村
  - 鳴沢氷穴
- 奥多摩町
  - 奥多摩湖

その他
- 富士山本宮浅間大社（富士宮市）
- 富士スバルライン（富士河口湖町）
- 富士急ハイランド（富士吉田市）

### 主な峠
- 山梨県
  - 松姫峠（標高1,250 m） - 大月市 - 北都留郡小菅村

## ギャラリー

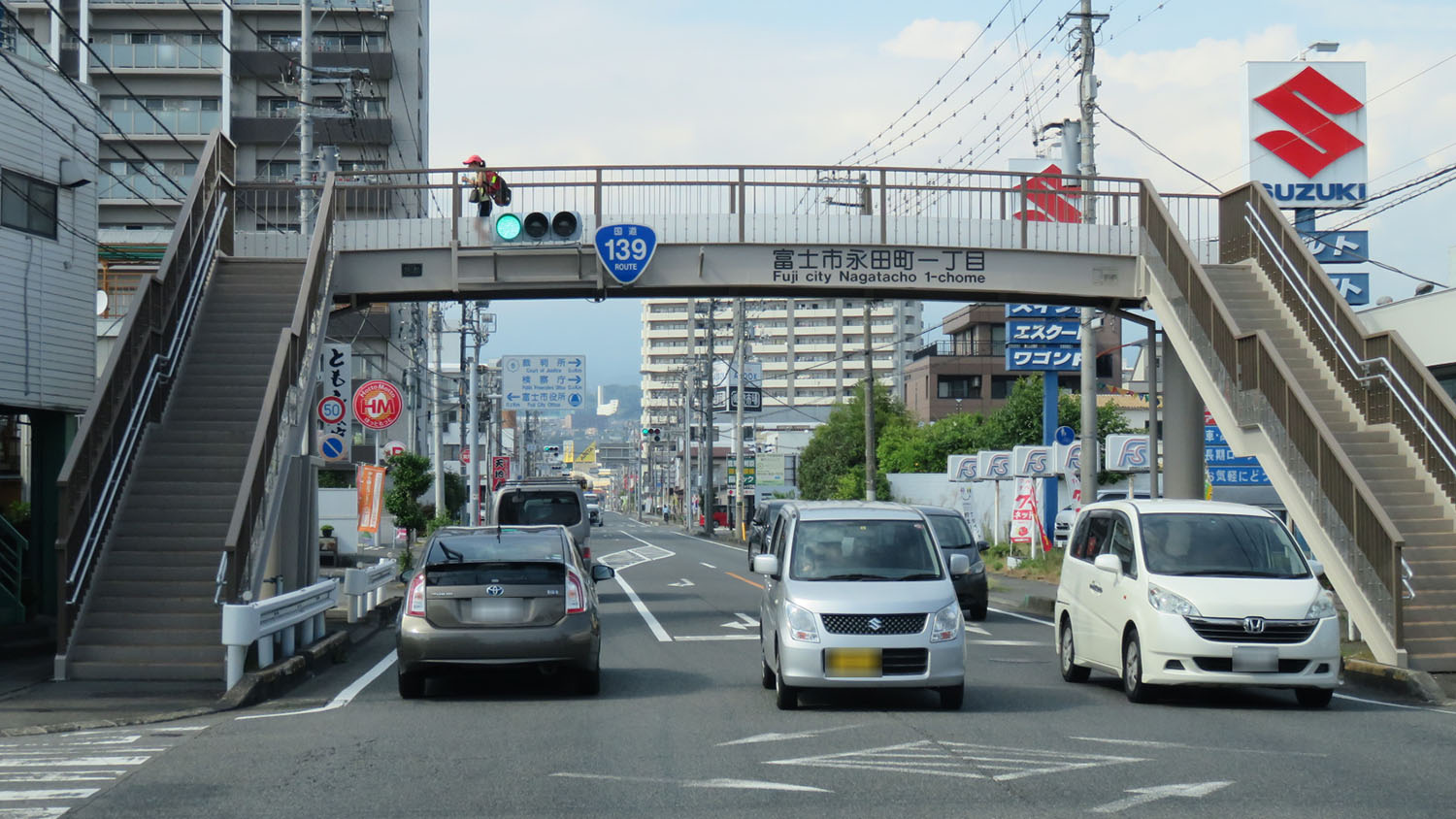
静岡県富士市錦町
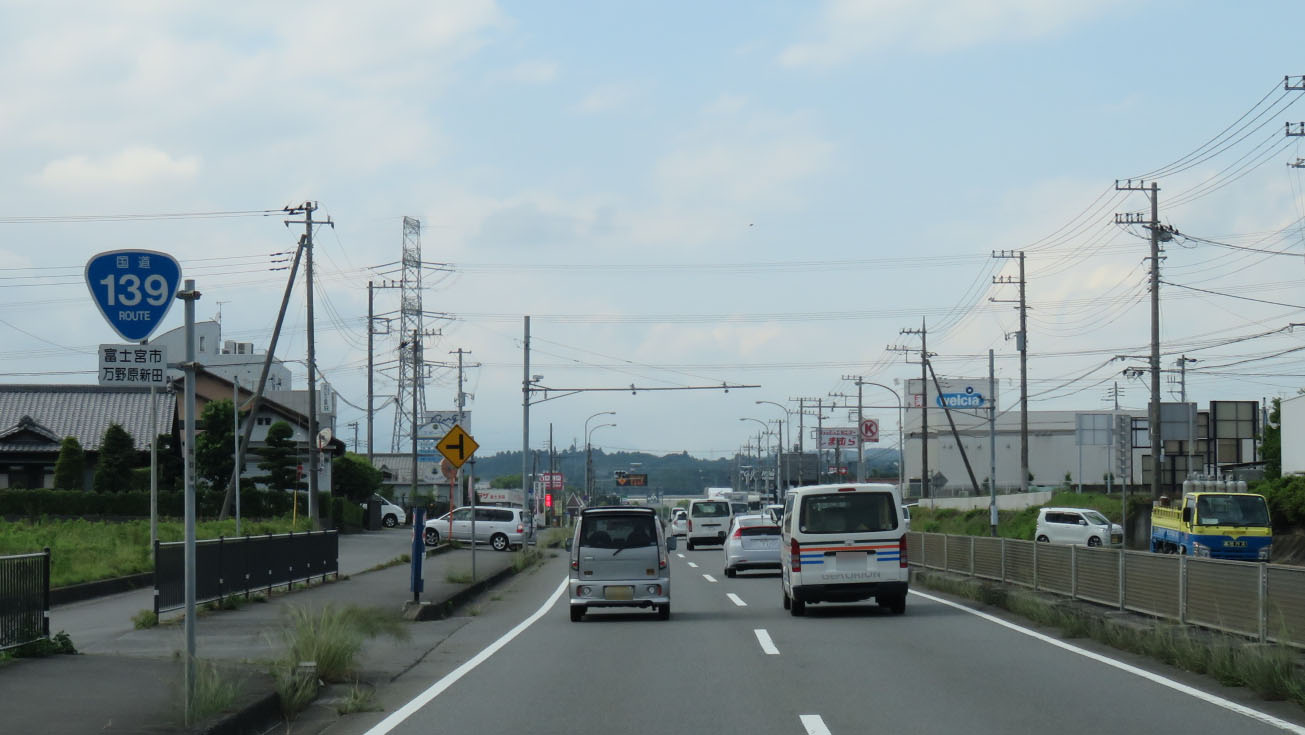
静岡県富士宮市万野原新田
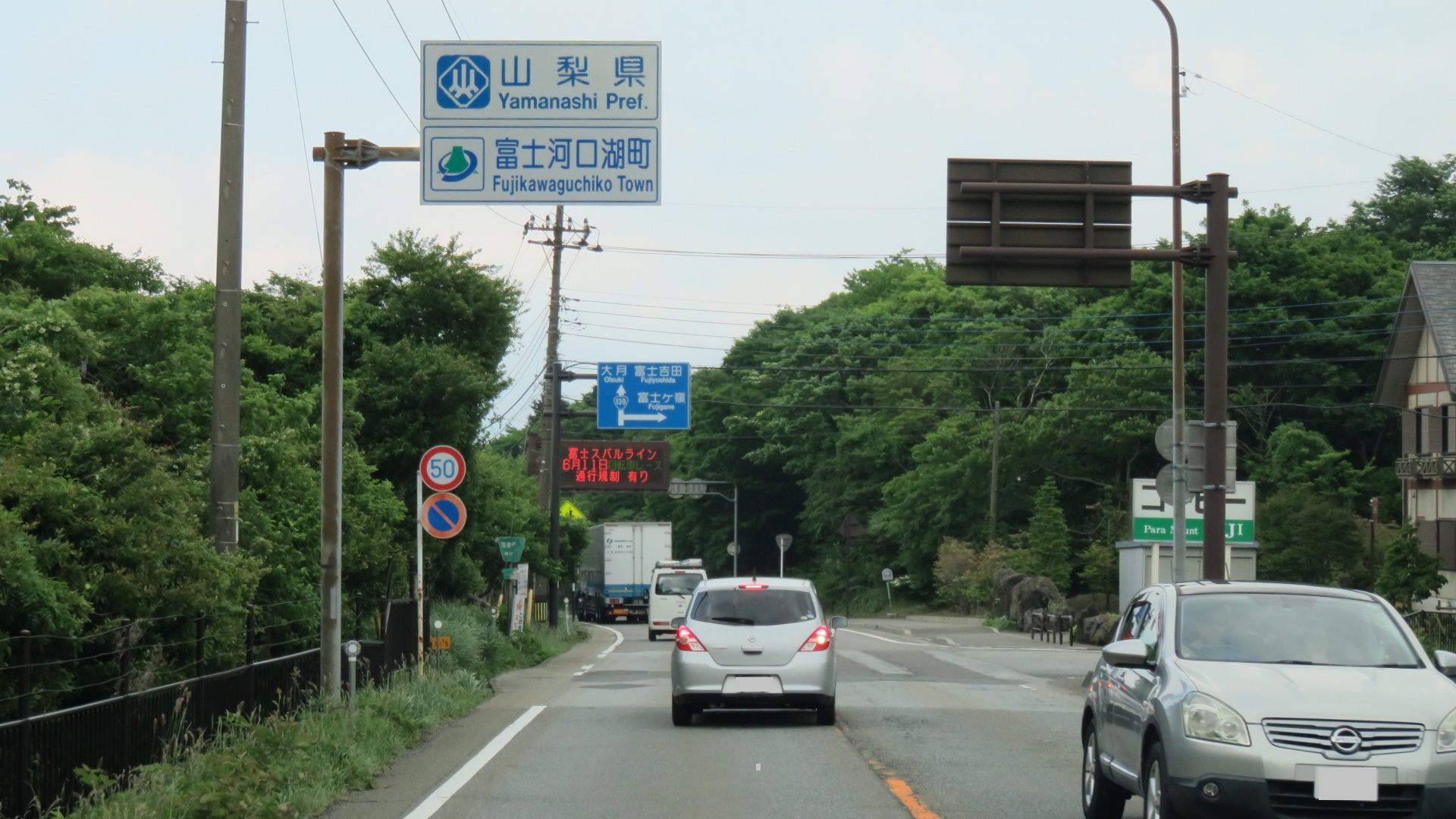
山梨県境 山梨県南都留郡富士河口湖町
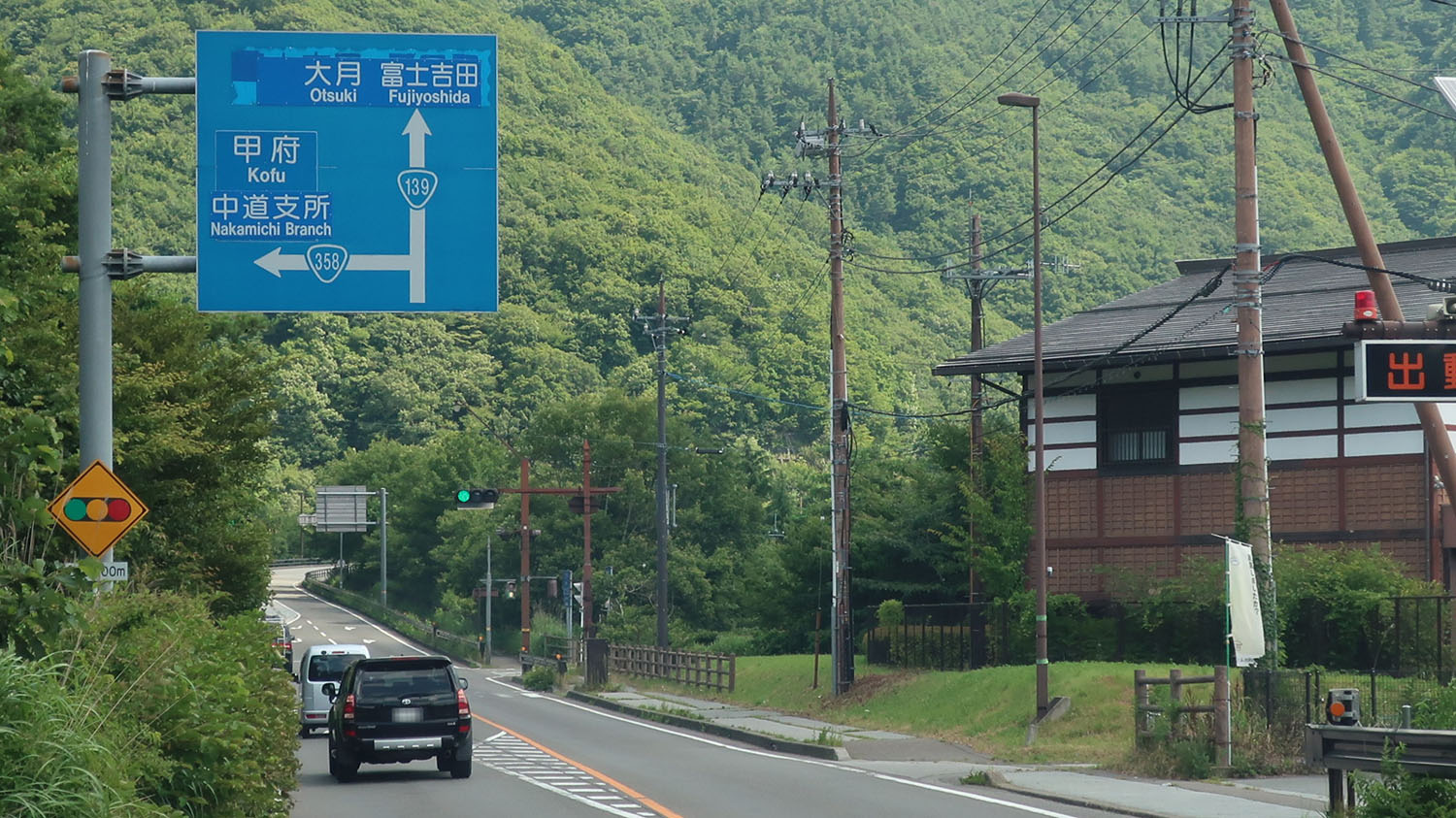
国道358号との分岐 山梨県南都留郡富士河口湖町
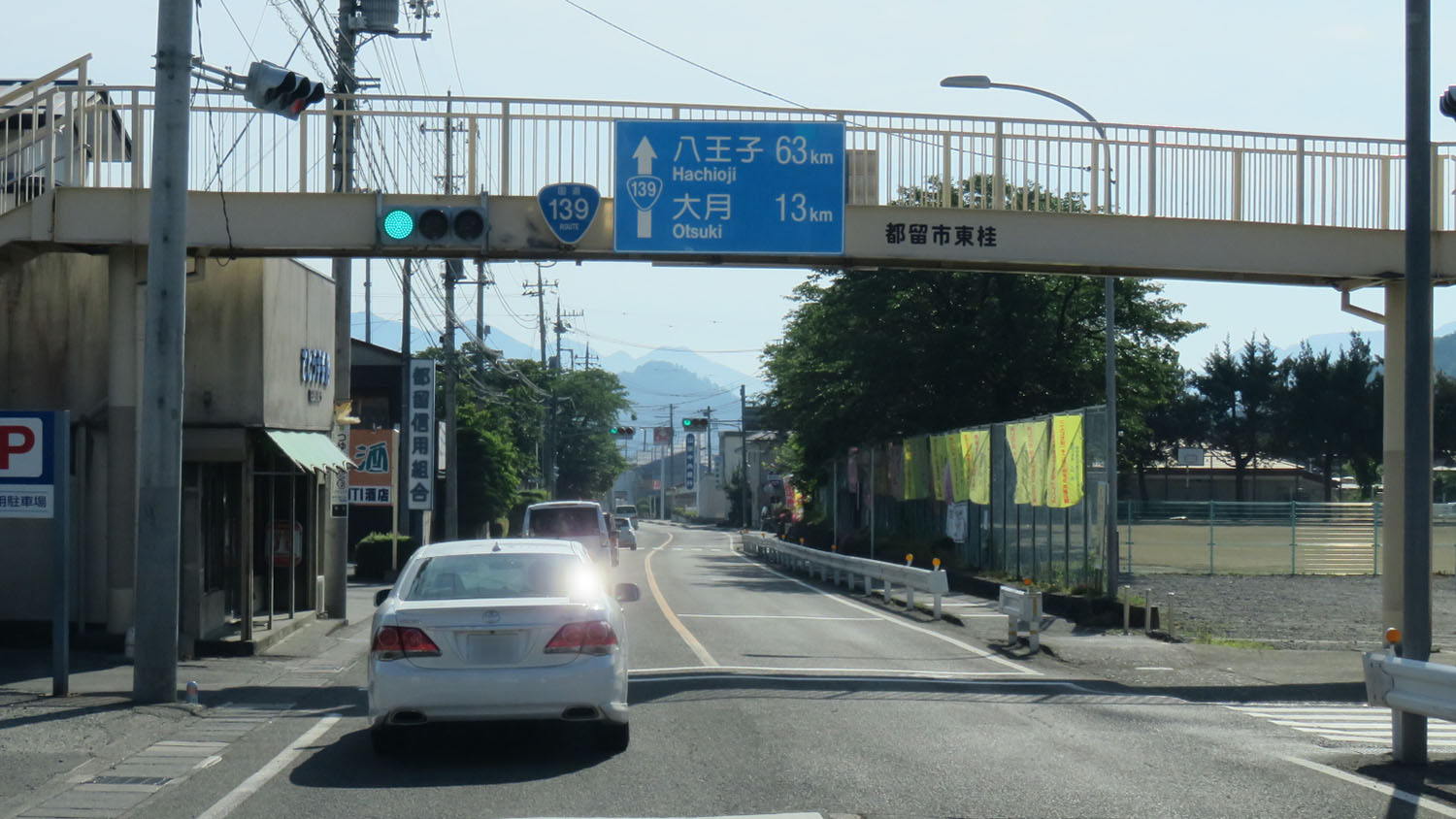
山梨県都留市桂町